# سیارک ۳۷۶۰۱
سیارک ۳۷۶۰۱ (به انگلیسی: 37601 Vicjen، نامگذاری:1992GC1) سی و هفت هزار و ششصد و یکمین سیارک کشف شده‌است که در ۳ آوریل ۱۹۹۲ کشف شد.